# 魔王の子供達
『魔王の子供達』（ナッシュのこどもたち、まおうのこどもたち）は舞井武依の漫画作品。

## 概要
- ペンギンクラブ、漫画ホットミルク、コミックメガキューブなどで連載。
- ペンギンクラブに短期連載され未完となっていた「魔王ナッシュに人間のレジスタンスから生け贄として嫁いできた山猫良華を描いた物語」『魔王の復活』の続編としてスタート。
- 舞台は未来の地球。主人公はメガロードと呼ばれる児童銭湯機械群から世界を救った魔王ナッシュと彼に嫁いだレジスタンスの人間の間に生まれた姉弟。その親譲りのパワーで地球規模のご近所迷惑を振りまきつつ、異種族間の友情を育んでいく。キャッチフレーズは「スーパーナチュラルホームコメディ」。
- エロ漫画雑誌連載で性行為などは描かれないが、女性キャラの裸や割れ目の描写がある。
- いわゆる獣人キャラが多数登場する。

## ストーリー
かつて人類は機械知性により存亡の危機に直面していた。そこへ古の時代に封印されていた陸・海・空の魔物達が蘇り、ちょっとしたことから人間に味方をすることになって、機械知性は撃退された。そして救われた人類は魔物達と共存の道を歩むことになる。
世界は科学と魔法と様々な異種族に満ち溢れ、大戦で使用された超兵器や超生物もまだまだ健在な混沌とした時代。
陸の魔物を統べる魔王・おぷちますを父に、この人ありと世界に恐れられた人間の戦士・良華を母に、舞子とろでますの姉弟は一応平和を取り戻した世界で今日も学校に通っている。

## 登場人物

### 魔王の子供達
ろでます・ナッシュ
主人公。人類とナッシュ一族との混血児。悪ガキ。
後になちと結婚するが、彼女を治す秘法を求めて古代のナッシュ遺跡調査に飛び回っている。
舞子・ナッシュ
ろでますの姉。人類とナッシュ一族との初の混血児。外見は普通の少女だが、頑丈さは親譲り。大の男嫌い。
良華・ナッシュ
ろでますと舞子の母親。人間。旧名・山猫良華。強力な女戦士。子供達を愛情たっぷりに容赦なく躾ける。
おぷちます・ナッシュ
ろでますと舞子の父親。魔王。現在消息不明。
山猫大佐
良華の父親。特殊部隊の指揮官で軍でも「化け物ジジイ」と恐れられている。元から娘がナッシュに嫁ぐのに反対しており親子ケンカが絶えず、その度に街が破壊される。
なち・トライデント
海皇クラーケンの娘。人魚。ろでますのケンカ友達で実は婚約者。
後に父の跡を継いで海皇となるが、ナッシュの子を産んだ事で健康を害して療養中。
クラーケン・トライデント
海皇。なちの父親。なちとろでますをくっつけるべく画策している。
はっちゃん（本名発音不可能）
空族の長の娘。舞子のクラスメイト。背中に羽根を持つ少女。上に7人の姉がいる。
ばっはー（本名発音不可能）
空族の長ではっちゃんの父親。巨大な鳥。親バカ。
佐ノ馬びっち
ろでますの友人。宇宙艦隊司令を父に持つ。
佐ノ馬亜美
びっちの義妹。宇宙バンパイアの生き残り。当初は腕が翼になっていたが、後に腕とは別に背中に翼が生えた姿に変更された。
コースケ・アコンカグヤ
ろでますの友人。当初は自他共に男の子だと思っていたが、後に実は女の子だった事が発覚。
はつみ
女性型モビルナース。機械知性の人型殺人機械（ターミネーター）の再利用品。ろでますの担当看護士。
モビルゴーレム
はつみの病院に配属された看護師ロボット。
山猫良治
良華の弟。空軍のテストパイロットで、毎度夜中に最新鋭の戦闘機（モビルクラフト）で良華宅を訪れる。
カホル・ナッシュ
ナッシュ一族の女性。良治と見合い結婚するが、共に性オンチのため子宝に恵まれない。
まくろーど
地底衆の少年。ただ暴れたいだけの理由で学園内の舞子争奪戦に加わっている。
シャチ・トライデント
太古の海族の女王。好敵手のらみれす・ナッシュに惹かれていた。
ろでますとの同居（花嫁修業）でストレスを溜めていたなちに乗り移って復活、大暴れする。
レムリア
魔族の超兵器「波動剣」の1本の人型形態。とある理由から保管庫を脱走してナッシュ家に逃げ込む。湿気が苦手。

### 魔王の子供達PLUS
まくします・トライデント・ナッシュ
ろでますとなちの次男。通称まー坊。頭脳明晰で父親に輪をかけた悪ガキにしてクソガキ。レオパルドー曰く「悪の申し子」。
ざらく・ナッシュ
舞子とまくろーどの娘でまくしますのいとこ。まくしますのオモチャにされている。体つきがえっち。
レオパルドー
魔族最強の魔法使い。ある事件の責任によりまくしますの養育を押し付けられる。厳しくも優しい母親役。
しお・トライデント・ナッシュ
ろでますとなちの長女。人魚なのにカナヅチ。本編登場後は超ド級のブラコン属性もプラスされた。
B-ノム
地球を攻撃している機械知性・メガロードの端末の一人で、魔王の血族を抹殺するべく送り込まれた。まくしますにとっ捕まってメイドをやらされている。特殊なウイルスに感染させられており、まくしますには有効な攻撃が出来ず、命令には逆らえない。メモリからコマンドを削除すればいいのに回りくどいやり方をしているのはまくしますの皮肉。
せいばー・トライデント・ナッシュ
ろでますとなちの長男。父親と大げんかの末に家出して軍でエースをしている。（本編未登場）
ざらす・ナッシュ
ざらくの弟。(本編未登場）

## 単行本
- 魔王の子供達 (大洋図書) ISBN 9784886725288
- 魔王の子供達の逆襲 (辰巳出版) 雑誌コード 51811-65
- 魔王の子供達プラス (辰巳出版) 雑誌コード 51811-72
- 魔王の子供達ヴィクトリー (辰巳出版) ISBN 9784886411075
- 魔王の子供達コンプリート (白夜書房) ISBN 9784893675606
- 魔王の子供達ザ・ネクスト・ミレニアム (コアマガジン) ISBN 9784877342791